# Orphaned Land
Orphaned Land (אורפנד לנד en el hebreo original) es una banda israelí de metal formada en Petah Tikva, en 1991 bajo el nombre de Resurrection.
La banda ha atravesado numerosos cambios en sus integrantes, manteniendo todavía a dos de sus fundadores: Kobi Fahri (vocalista) y Uri Zelcha (bajista). Además y desde sus inicios, el estilo musical del grupo ha ido cambiando constantemente, partiendo desde sus raíces ubicadas dentro del death y doom metal, hasta el metal progresivo y sinfónico en la actualidad.
Sus letras promueven un mensaje de paz y unidad, especialmente entre las tres principales religiones abrahámicas: Judaísmo, Islam y Cristianismo.

## Historia
En 1992 la banda conocida hasta ese entonces como Resurrection decide cambiar su nombre a Orphaned Land. Durante sus inicios, su estilo musical se encasillaba dentro de lo que podemos reconocer como death doom metal, con una inspiración progresiva y una sutil influencia de la música oriental.
Ya por 1994 deciden lanzar su primer álbum de estudio titulado Sahara, originalmente publicado como un demo. En su segundo trabajo El Norra Alila (1996) se hace mucho más notoria la influencia de la música tradicional de Oriente Medio. El propio nombre del disco proviene de un poema cantado por los judíos durante el Yom Kippur como un ruego de perdón. También incluye canciones basadas en el piyyut (poema litúrgico judío) y melodías árabes. El álbum explora los temas de la oscuridad y la luz, además de abordar el mensaje en común que comparten tanto el judaísmo, el islam y el cristianismo.
Su tercer álbum, Mabool - The Story of the Three Sons of Seven (nombre hebreo para el Diluvio universal) publicado en 2004, tardó siete años en ser finalizado. Cuenta la historia de tres hijos (uno por cada una de las religiones abrahámicas) quienes intentan advertir a la humanidad del inminente diluvio que sufrirán como castigo por sus pecados. Musicalmente el álbum contiene instrumentación típica de oriente, coros sinfónicos, cantos yemeníes interpretados por Shlomit Levi y diversas citas de pasajes bíblicos sobre el diluvio, recitados por su vocalista Kobi Fahri. Tras este disco, Orphaned Land lanzaría el EP Ararat en 2005, llamado así por el monte del mismo nombre. A pesar de tratar diversos temas religiosos en sus trabajos, algunos de los miembros de la banda se han definido a sí mismos como ateos o agnósticos.
En 2008 la banda fue parte del documental Global Metal.
En 2010 lanzan su siguiente álbum de estudio titulado The Never Ending Way of ORWarriOR. Según la banda, "ORWarriOR" significa "guerrero de luz" y su concepto es sobre la lucha entre la luz y la oscuridad. El sonido de este disco presenta una notoria diferencia con su antecesor y fue mezclado por Steven Wilson (Porcupine Tree). El primer sencillo fue "Sapari", publicado en MySpace junto a otras dos canciones: "Vayehi OR" y "Disciples of the Sacred Oath II". En 2011 fue premiado como disco de metal progresivo del año 2010 por el sitio Metal Storm.
El 11 de junio de 2012, el guitarrista Matty Svatitzky anuncia su salida de la banda. Su reemplazo sería el joven músico Chen Balbus, primero como apoyo en algunos conciertos y luego como miembro estable. Chen se convertiría en una pieza clave en el proceso de composición de la banda y su sonido en los discos posteriores.
Ese mismo año se levantó una petición a través de internet para galardonar a Orphaned Land con el Premio Nobel de la Paz, por lograr que en el mundo árabe se escuchara su música a pesar de las prohibiciones por parte de la Liga Árabe.
El quinto álbum de la banda titulado All Is One fue lanzado en 2013. En este disco, la cantante Shlomit Levi fue reemplazada por Mira Awad. A pesar del título optimista, la banda considera este disco como el más oscuro en cuanto a su temática, incluso siendo uno de los más accesibles musicalmente para el espectador, al privarse casi por completo de las influencias del metal más extremo.
El 7 de enero de 2014, la banda anuncia que otro de sus miembros de larga data, el también guitarrista Yossi Sassi, dejaría la banda para dedicarse a su carrera en solitario. Su reemplazo lo asume el músico y productor Idan Amsalem.
En 2017, el antiguo guitarrista de la banda Genesis, Steve Hackett se contacta con Kobi Fahri para trabajar juntos. Su objetivo es reunir a artistas que promuevan la paz y por lo tanto escogió a Orphaned Land. Steve y Kobi comienzan casi de inmediato a colaborar en compañía de Mira Awad en la canción "West to East" del disco The Night Siren del icónico guitarrista. Por su parte, Hackett colaboraría más tarde con Orphaned Land grabando un solo de guitarra para la canción "Chains Fall to Gravity", del siguiente álbum de la banda.
Es así como en enero de 2018 se lanza el sexto álbum de estudio titulado Unsung Prophets & Dead Messiahs, que contaría con la colaboración de diversos músicos de la escena metalera, como Hansi Kürsch de Blind Guardian y Tomas Lindberg de At The Gates. Este disco marcaría el regreso de la cantante Shlomit Levi. En septiembre del mismo año, la banda es premiada en la categoría "video del año" en los premios Progresive Music Awards de Londres, por el video de la canción "Like Orpheus".

## Miembros

### Actuales
- Kobi Fahri - voz principal (1991-actualidad)
- Uri Zelcha - bajo (1991-actualidad)
- Matan Shmuely - batería, percusión (2007-2011-2013 actualidad)
- Chen Balbus - guitarra rítmica, piano, buzuki, saz, oud, xilófono, voz secundaria (2012-actualidad)
- Idan Amsalem - guitarra principal, buzuki (2014-actualidad)

### Anteriores
- Matti Svatitzki - guitarra rítmica (1991-2012)
- Sami Bachar - batería (1991-2000)
- Itzik Levy - teclado, piano (1991-1996)
- Eran Asias - batería, percusión (2000-2004)
- Eden Rabin - teclado, voz secundaria (2001-2005)
- Avi Diamond - batería, percusión (2004-2007)
- Eloy Polito Sanchez - batería (2012-2013)
- Yatziv Caspi - percusión (2004-2007)
- Yossi Sassi - guitarra principal, buzuki, saz, oud, cümbüş, voz secundaria (1991-2014)

### Miembros de sesión o en vivo
- Steven Wilson - teclados (2010)
- Shlomit Levi - voz femenina (2004-2012; 2018)

## Discografía

### Álbumes de estudio
- 1994: Sahara
- 1996: El Norra Alila
- 2004: Mabool - The Story of the Three Sons of Seven
- 2010: The Never Ending Way of ORWarriOR
- 2013: All Is One
- 2016: Kna'an (en colaboración con Amaseffer)
- 2018: Unsung Prophets & Dead Messiahs

### Sencillos, demos y EPs
- 1993: The Beloved's Cry (demo)
- 2005: Sentenced / Orphaned Land (split)
- 2005: Ararat
- 2010: Estarabim
- 2013: All Is One / Brother
- 2015: Sukkot in Berlin

### Álbumes en vivo y recopilatorios
- 2011: The Road to OR-Shalem: Live at the Reading 3, Tel-Aviv (en vivo)
- 2017: Orphaned Land & Friends 25th Anniversary